# Willimantic (Connecticut)
|  | Dieser Artikel wurde aufgrund von inhaltlichen Mängeln auf der Qualitätssicherungsseite des Projektes USA eingetragen. Hilf mit, die Qualität dieses Artikels auf ein akzeptables Niveau zu bringen, und beteilige dich an der Diskussion! Eine nähere Beschreibung der zu behebenden Mängel fehlt. |

Willimantic ist ein Census-designated place im Windham County im Nordosten des US-amerikanischen Bundesstaates Connecticut. Willimantic gehört zur Town (Gemeinde) Windham und hat etwa 17.737 Einwohner (Stand 2010) auf einer Fläche von 11,6 km². Der Ort liegt bei den geographischen Koordinaten 41,72° Nord, 72,22° West.
Willimantic ist der Sitz der Eastern Connecticut State University.

## Persönlichkeiten
- Chris Dodd (* 1944), Politiker
- Allan Chase (* 1956), Jazz- und Improvisationsmusiker
- Apathy (* 1979), US-amerikanischer Rapper und Produzent